# کوریا
کوریا شهری در شهرستان سیگله در استان بولکیمده در بورکینافاسوی غربی مرکزی است جمعیت آن ۲۷۸۹ نفر است.